# George Llewelyn Davies
Pour les articles homonymes, voir George Davies, Llewelyn et Davies.
George Llewelyn Davies (20 juillet 1893 - 15 mars 1915) est un jeune homme Britannique, qui inspire le personnage de Peter Pan au dramaturge J. M. Barrie.

## Biographie
George est le fils aîné d'Arthur et Sylvia Llewelyn Davies. Avec ses frères, George a inspiré le dramaturge J. M. Barrie pour Peter Pan et les enfants perdus. Il est mort au combat à 21 ans au cours de la Première Guerre mondiale.

### Enfance
George et son frère Jack rencontrent Barrie au cours de leurs sorties régulières au jardin de Kensington. Comme il est le plus âgé (il a quatre ans quand il rencontre l'écrivain), il a donc beaucoup inspiré J. M. Barrie, notamment pour Peter Pan et les enfants perdus. Jack et lui (et dans une moindre mesure Peter) figurent sur les photos pour le conte The Boy Castaways, que J.M Barrie a faites au cours d'un été passé à Black Lake Cottage (sa résidence de campagne) en 1901.
En 1902, l'idée de Peter Pan naît pour la première fois dans le roman The Little White Bird/Le Petit Oiseau Blanc, dont le personnage central, David, est à peu près du même âge que George.
James Matthew Barrie a toujours soutenu financièrement George et ses frères après la mort de leur père (1907), et devient leur principal tuteur après celle de leur mère (1910). George reste très proche d'« Oncle Jim. »

### Adolescence
George est scolarisé à Eton College, où il excelle dans le sport (notamment le cricket). Il étudie ensuite à Trinity College (Cambridge), où il rejoint le club amateur dramatique, en suivant les traces de son oncle, l'acteur Gerald du Maurier.
À l'entrée en guerre du Royaume-Uni, George et son frère Peter se portent volontaires. George reçoit une commission en tant que sous-lieutenant dans le King's Royal Rifle Corps, et sert dans les tranchées en Flandre. Il est mort d'une balle en pleine tête à 21 ans. Encore célibataire, il ne laisse aucune descendance.

## Sources
- (en) Cet article est partiellement ou en totalité issu de l’article de Wikipédia en anglais intitulé « George Llewelyn Davies » (voir la liste des auteurs).